# Anif
Anif è un comune austriaco di 4 085 abitanti nel distretto di Salzburg-Umgebung, nel Salisburghese.

## Monumenti e luoghi d'interesse
- Castello di Anif, nel comune
- Castel Lasseregg nella frazione di Niederalm